# 1623 Vivian
1623 Vivian eller 1948 PL är en asteroid i huvudbältet som upptäcktes den 9 augusti 1948 av den sydafrikanske astronomen E. L. Johnson i Johannesburg. Den har fått sitt namn efter Vivian Hirst, dotter till den brittiske astronomen William P. Hirst.
Asteroiden har en diameter på ungefär 27 kilometer och den tillhör asteroidgruppen Themis.